# Greasy Spoon
Greasy Spoon è un singolo del musicista britannico Sam Fender, pubblicato il 14 luglio 2017.

## Video musicale
Il video musicale è stato diretto dallo stesso Sam Fender.

## Tracce
1. Greasy Spoon – 2:58